# Кастифао
Кастифао (фр. Castifao) насеље је и општина у Француској у региону Корзика, у департману Горња Корзика која припада префектури Кор.
По подацима из 2011. године у општини је живело 159 становника, а густина насељености је износила 3,77 становника/km². Општина се простире на површини од 42,15 km². Налази се на средњој надморској висини од 506 метара (максималној 1.049 m, а минималној 219 m).

## Демографија
| 1962. | 1968. | 1975. | 1982. | 1990. | 1999. | 2011. |
| ----- | ----- | ----- | ----- | ----- | ----- | ----- |
| 261   | 266   | 234   | 223   | 137   | 152   | 159   |

График промене броја становника у току последњих година